# Менорка (тайфа)
Тайфа Менорка или  Королевство Менорка (Манурка) (исп. Taifa de Menorca, Reino de Menorca) — небольшое средневековое испано-мусульманское королевство (1231—1287), которое находилось в вассальной зависимости от Арагонского королевства. Оно располагалось на острове Менорка (Балеарские острова).

## История
Тайфа (эмират) Менорка возникла после христианского завоевания Мальорки королем Арагона Хайме I Завоевателем в 1229—1230 годах. До завоевания весь Балеарский архипелаг принадлежал империи Альмохадов, хотя им почти независимо управлял губернатор Абу Яхья. Завоевание Мальорки было кровавой кампанией, в которой мусульманское население острова было перебито, порабощено или бежало в Северную Африку.
После завоевания Мальорки, король Арагона Хайме Завоеватель был не в состоянии завоевать соседний остров Менорку, потому что произошли внутренние разногласия внутри арагонской армии из-за передела добычи, снизилась боеспособность армии из-за нескольких неверных решений. Кроме того, арагонцы продолжали военные действия на Мальорке против мусульман-повстанцев в горах Сьерра-де-Трамонтана, но, несмотря на это, король Арагона Хайме Завоеватель добился того, что остров Менорка признал вассальную зависимость от Арагона.
В июне 1231 года был заключен так называемый Капдеперский договор в замке Калдепера на острове Мальорка между королем Арагона Хайме Завоевателем и Абу Абдуллахом Мухаммадом, мусульманским кади на острове Менорка. Мусульмане острова Менорка сохранили свою автономию, но вынуждены были признать вассальную зависимость от Арагона. Первым правителем Менорки стал кади Абу Абдуллах Мухаммад, который в 1234 году был отстранен от власти Абу Саидом Утманом бен Хакамом.
Подчинение Менорки короне Арагона означало выход острова из политической орбиты Альмохадов и превращение её в независимую тайфу (эмират). С другой стороны, это позволило сохранить ещё на полвека арабскую культуру и ислам на этом острове, в то время как острова Мальорка, Ивиса и Форментера были колонизированы арагонцами и каталонцами, насаждавшими католичество.
У тайфы Менорки было два правителя, которые отвечали за управление островом: Абу Саид Утман бен Хакам (1234—1281) и его сын Абу Умар бен Абу Саид бен Хакам (1281—1287). Столица располагалась в городе Сьюдадела, известной тогда как Медина-Менурка (город Менорка). Арагонцы оставили за собой право держать гарнизон в Сьюдаделе.
В 1261 году, по завещанию короля Арагона Хайме I Завоевателя, тайфа Менорка должна была войти в состав созданного королевства Мальорка. В 1276 году после смерти своего отца Хайме Завоевателя его сын Хайме II (1276—1311) унаследовал королевство Мальорка. Жители Менорки должны были принести оммаж новому королю, а не королю Арагона, как до этого. Во время правления Абу Саида Утмана (1229—1281) отношения Менорки с её христианскими властителями были мирными, но изменились с правлением его сына.
Хайме II враждовал со своим старшим братом Педро Великим, королем Арагона (1276—1285), который заставил короля Мальорки признать свою вассальную зависимость от Арагона. В 1282 году Педро Арагонский начал кампанию против мусульманских африканских прибрежных городов, остановившись со своим флотом в меноркинском порту Маон. Арагонский король был приветствован и хорошо принят мусульманами-островитянами, которые были косвенно его вассалами (они были вассалами его брата Хайме II, который, в свою очередь, был вассалом Педро). Но правитель Менорки предупредил города Африки, что арагонская экспедиция направляется против них, поэтому король Арагона потерпел неудачу.
Последующие столкновения короля Арагона с королем Мальорки побудили Альфонсо III Арагонского, сына и наследника Педро Великого, начать завоевательную кампанию против королевства Мальорка, чтобы отнять её у своего дяди. После завоевания Мальорки в 1286 году Альфонсо III решил начать кампанию против Менорки.
Арагонские войска высадились 17 января 1287 года на Менорке и вступили в бой с мусульманами. Последние, потерпев поражение, укрылись в замке Санта-Агуэда, где капитулировали 21 января 1287 года. После капитуляции замка Санта-Агуэды остров Менорка перешел в собственность короля Арагона, и мусульманское население острова было порабощено (за исключением эмира и его приближенных, которые были депортированы в Берберию). В дальнейшем остров был колонизирован каталонцами (как когда-то были колонизированы Мальорка и Ивиса), и хотя на острове оставался большое количество мусульман, они были позднее депортированы.